# Хейнонен, Олли-Пекка
Олли-Пекка Хейнонен (фин. Olli-Pekka Heinonen; 25 июня 1964, Эурайоки, Финляндия) — финский политик, член партии Национальная коалиция.

## Биография
Родился 25 июня 1964 года в Эурайоки.
С 11 февраля 1994 по 15 апреля 1999 годы находился в должности министра образования Финляндии.
С 15 апреля 1999 по 1 сентября 2000 года — министр транспорта, а с 1 сентября 2000 по 4 января 2002 годы — министр транспорта и связи Финляндии.
С февраля 2002 года возглавил государственную телерадиовещательную компанию YLE. Считает кульминацией своей карьеры в YLE конкурс Евровидение 2007 года, когда Юлейсрадио была хозяином конкурса после победы Лорди.
С 1 февраля 2012 года назначен на пост статс-секретаря премьер-министра Финляндии Юрки Катайнена.

## Семья
Женат. Имеет троих детей (два сына и дочь).